# Argyranthemum frutescens

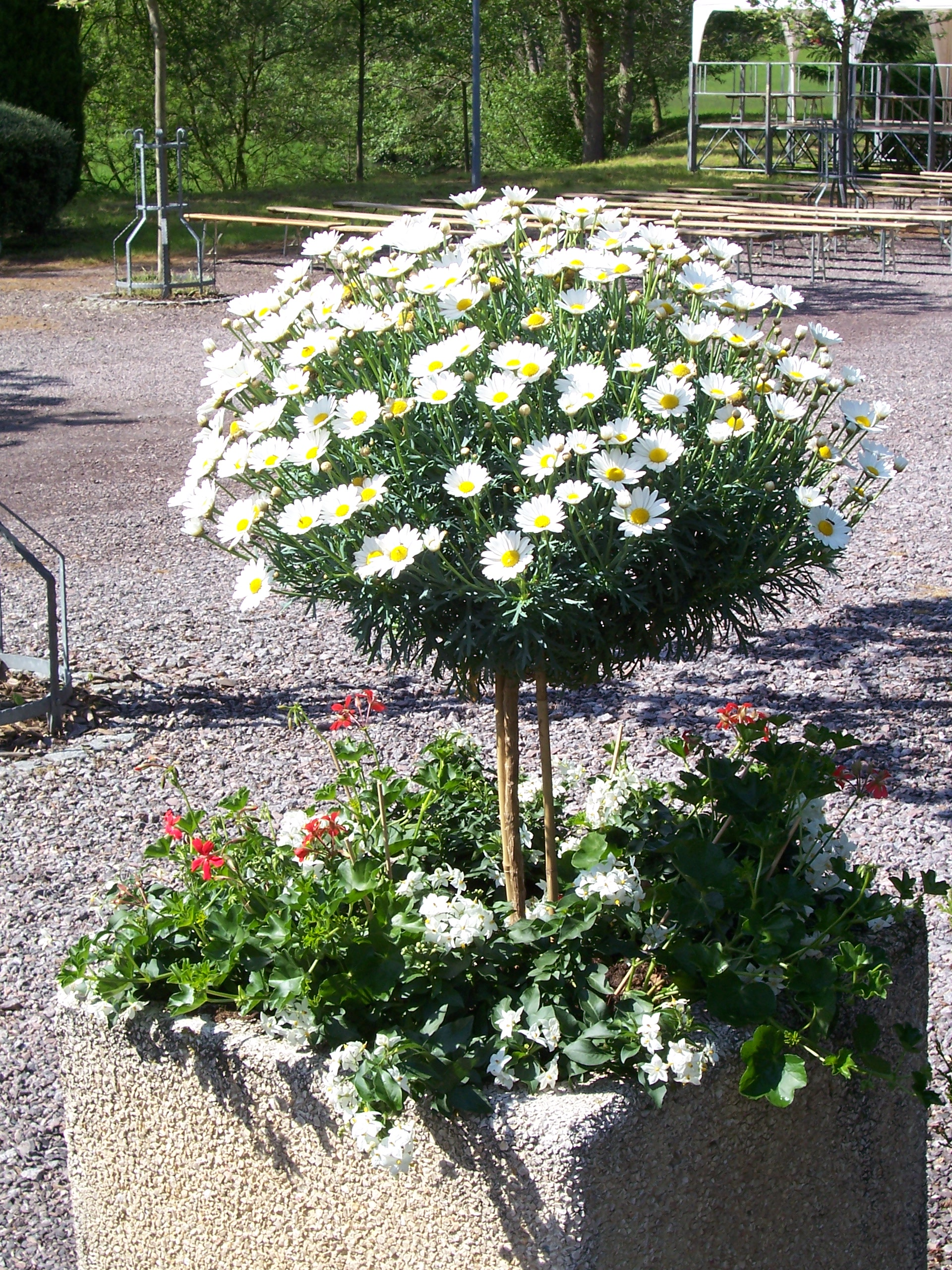
Planta a un jardí

La margarida (Argyranthemum frutescens), és una planta amb flors del gènere Argyranthemum dins de la família de les asteràcies.
Argyranthemum frutescens alimenta les erugues de l'arna Bucculatrix chrysanthemella.

## Descripció
Són arbusts globosos o  mates postrades perennes que mesuren de 20 a 80 cm d'alçada. Les fulles són molt lobulades amb de dos a sis lòbuls primaris, linear lanceolades, de fins a 8 cm, obovades, uni o pinnatisectes i peciolades. La seva inflorescència és en corimbe. Els capítols mesuren fins a 2 cm de diàmetre.

## Distribució
És una planta nativa de les Illes Canàries, la qual es pot trobar a Gran Canària, Tenerife, La Palma, La Gomera i El Hierro.

## Usos
És una margarida molt cultivada en jardineria a gran part del món. A herboristeria s'usa com a tònic estomacal i per combatre l'asma. Les fulles s'usen en infusió.

## Taxonomia

### Etimologia
El nom del gènere Argyranthemum prové del grec argyros, que significa "platejat" i anthemom, que significa "planta amb flor". L'epítet específic frutescens prové del llatí que vol dir que produeix rebrots i fa referència a la seva ramificació exuberant.

### Subespècies
Es reconeixen 7 subespècies:
- Argyranthemum frutescens subsp. canariae (Christ) Humphries
- Argyranthemum frutescens subsp. foeniculaceum (Pit.) Humphries
- Argyranthemum frutescens subsp. frutescens
- Argyranthemum frutescens subsp. gracilescens (Christ) Humphries
- Argyranthemum frutescens subsp. parviflorum (Pit. & Proust) Humphries
- Argyranthemum frutescens subsp. pumilum Humphries
- Argyranthemum frutescens subsp. succulentum Humphries

### Sinònims
Els següents noms són sinònims d'Argyranthemum frutescens:
- Chrysanthemum frutescens L.
- Pyrethrum frutescens (L.) Willd.